# Фестивал нара у Геокчају
Фестивал нара (азер. Göyçay nar festivalı) је годишњи културни фестивал који се одржава у Геокчају, Азербејџан. На фестивалу се представља азербејџанска кухиња на бази воћа, углавном нара из Гојчаја. На фестивалу се одржава културна парада са игром и музиком.
Нар Бајрами је годишњи фестивал у октобру/новембру у азербејџанском Геокчајском рејону који слави нар и његову традиционалну употребу и симболично значење. Култура нара је скуп пракси, знања, традиција и вештина везаних за узгој воћа, који се користи не само у низу кулинарских контекста, већ се помиње и у занатству, декоративној уметности, митовима, и приповедању. Елемент је везан за локалну пољопривреду, фармере и појединце у руралним заједницама који узгајају и сакупљају воће. Симболично, нар је повезан са дуготрајном продуктивношћу, обиљем и сматра се носиоцем енергије. Азербејџанске локалне легенде су га посматрале као симбол љубави и страсти, док су религиозни људи у њему видели симбол вечности. Годишња прослава показује понос на вековима стару традицију на ову светковину и културу везану за воће и подстиче активну размену и комуникацију између заједница и посетилаца фестивала, време за истицање локалне природе и културе.
Године 2020. Фестивал нара у Геокчају уписан је на Репрезентативну листу нематеријалног културног наслеђа човечанства Унеска.

## Концепт
Фестивал обухвата сајам и изложбу која приказује различите локалне сорте нара, као и разне производе од нара које производе локална предузећа. Током фестивала сваке године се представљају музичке и плесне представе. Фестивал обухвата и атлетске наступе и разне занатлије, грнчаре, воденичаре, коваче, уметнике, наступе фолклорних група и изложбе слика.

## Галерија
- Нар
- Један од припремљених штандова на Фестивалу нара у Гојчају (град), 2011. год.
- Гојчај (град), 2011. год. Фестивал нара, жене у народним ношњама праве хлеб лаваш.
- Акробатски наступ на Фестивалу нара у Гојчају (град), 2011. год.
- Продавац нара